# Арсеневка (Полтавская область)
Арсеневка (укр. Арсенівка) — село,
Ставковский сельский совет,
Зеньковский район,
Полтавская область,
Украина.
Код КОАТУУ — 5321386002. Население по переписи 2001 года составляло 180 человек.

## Географическое положение
Село Арсеневка находится в 1,5 левого берега реки Мужева-Долина,
выше по течению на расстоянии в 1 км расположено село Ставковое,
ниже по течению на расстоянии в 2,5 км расположено село Дубянщина.
По селу протекает пересыхающий ручей с запрудой.
Рядом проходит автомобильная дорога Т-1710 (Р-42).

## История
Возникла как хутор Старобороховский (Арсеньевщина), затем Арсеньевка, а между 1985 и 1989 годами Арсеневка

## Экономика
- Вокруг села несколько газовых скважин.